# Monaco Telecom

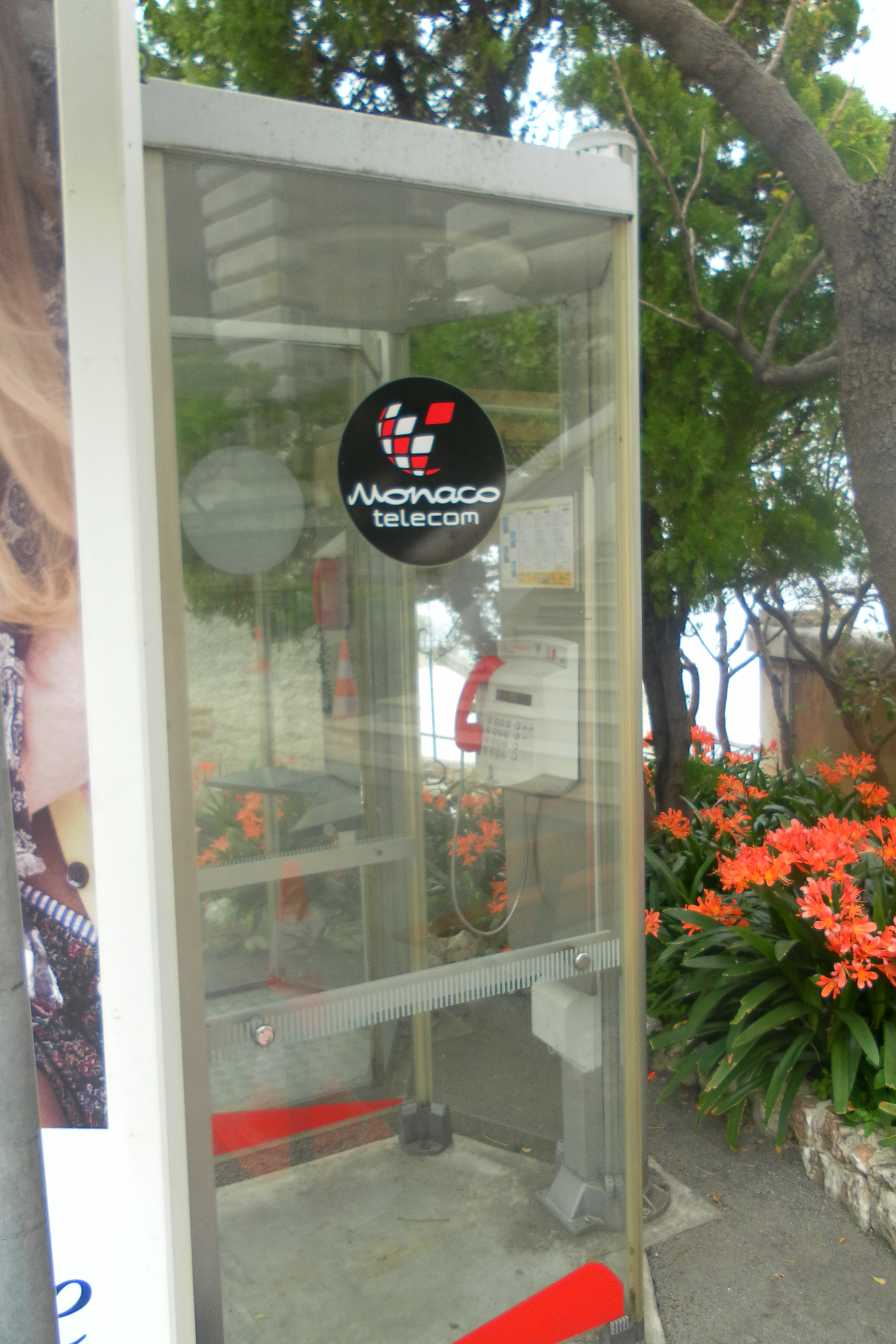
Cabina telefónica de Monaco Telecom en Monaco-Ville

Monaco Telecom es una empresa organizada en forma de Sociedad Anónima que opera la telefonía móvil y las telecomunicaciones en el Principado de Mónaco. Fue fundada en 1997, después de la privatización de la Oficina Monegasca de los Teléfonos (Office Monégasque des Téléphones) 
En 1999 el 51% de la compañía fue adquirida por la francesa Vivendi, desde el año 1999, se le ha delegado la telefonía móvil en Kosovo (a la que se le dio el prefijo 3774). En 2003 firmó un contrato para el servicio de telefonía móvil a través de la empresa Roshan en Afganistán, en 2004 creó dos empresas una en Argelia (Algérie Divona) y otra Túnez (Divona Telecom) para comunicaciones por satélite. En 2006 abrió por primera vez una sucursal en Dubái en los Emiratos Árabes Unidos. En 2008 compró Connecteo, el proveedor de servicios de Internet en seis países de África y es accionista del 40% de este servicio. En 2007 obtuvo una facturación de  223.814.000 € con 564 empleados.